# Vîsoke, Prîlukî
Vîsoke (în ucraineană Високе) este un sat în comuna Smoș din raionul Prîlukî, regiunea Cernihiv, Ucraina.

## Demografie
Componența lingvistică a localității Vîsoke
     Ucraineană (97,17%)
     Rusă (2,83%)
Conform recensământului din 2001, majoritatea populației localității Vîsoke era vorbitoare de ucraineană (97,17%), existând în minoritate și vorbitori de rusă (2,83%).